# Lorenzo Corboli
Lorenzo Corboli (Montevarchi, 1514 circa – Firenze, ...) è stato un magistrato italiano.
«Ser Lorenzo Corboli da Montevarchi [...] fu uomo crudele e sanguinario, e perciò odiatissitno. Ecco perché dicevansi corbolisti quei giudici stati sotto di lui, e che camminavano sulle sue pedate».

## Biografia

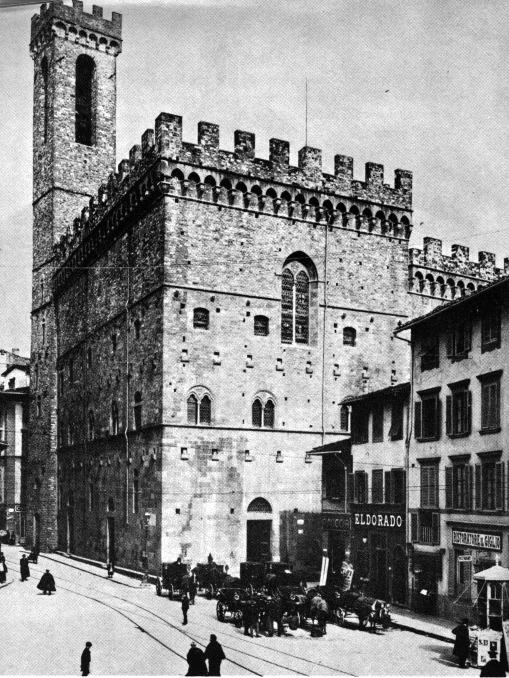
Il Bargello, l'antico palazzo di giustizia di Firenze

Cominciò la sua carriera giudiziaria come notaio presso il tribunale di Firenze poi, nel 1560, fu nominato da Cosimo I segretario degli Otto di Guardia e Balia, ovvero procuratore e responsabile di polizia giudiziaria. Per avere una simile promozione si doveva passare la selezione degli Ufficiali delle Tratte e strappare poi la conferma ducale ma Corboli ottenne entrambe e si rivelò subito un magistrato rigoroso tanto che Cosimo I gli affidò la gestione delle indagini sulla cosiddetta congiura dei Pucci.
E Corboli non lo deluse riuscendo a far confessare Pandolfo Pucci con uno stratagemma. «Usò il Corbolo una sì fatta astuzia con Pandolfo, che come nuovo in quell'uffizio, finse che il Duca non gli avesse voluto confidare tutto il segreto, e però ricercava Pandolfo della cagione, onde pensasse di essere incarcerato; accennando questo esser fatto, per dargli occasione di preoccupare innanzi agli altri la grazia del Duca dal quale egli stesso sapeva quanto fosse stato sempre amato. E perché nelle prime esamina Pandolfo allegava delitti leggieri appartenenti alle sue predette lascivie, gli era dal Corboli replicato, che ben sapeva, che per simili cause non si imprigionavano tanti uomini, e di tanto, favore; avvertendolo, che se non da lui, almeno dal Duca, si sapevano benissimo tutte le cose: e però che non abusasse tanto la grazia, che vedeva farsi, in cercare occasione di perdonargli. Alle quali persuasioni Pandolfo semplicemente credendo» cantò come un fringuello. La brillante risoluzione del caso gli valse, da parte del duca, la donazione della casa di uno dei congiurati, Puccio Pucci, in via della Morte (oggi via del Campanile).
Ma «questo Lorenzo Corboli era [...] di una fisonomia apertamente sinistra, nella quale si leggeva la pravità del cuore e la durezza dell'animo, venduto al più vile interesse. La pubblica opinione pesava severamente sopra di lui per molti fatti antecedenti, che non provavano l'illibatezza della sua condotta siccome amministratore della giustizia; e nella troppo aggravata sentenza in quel medesimo giorno portata dal tribunale degli Otto contro Pandolfo Pucci e suoi consorti, tutti vi ritrovavano palesemente la sua opera malefica, che per servire il Duca e farselo grazioso, non avea dubitato di dare alla colpa di cui quelli venivano imputati lo aspetto il più sinistro. Ma è facile il comprendere che ciò che nella pubblica opinione recava detrimento alla onesta riputazione del Corboli, gli era anzi di un buon requisito alla presenza del suo Signore».

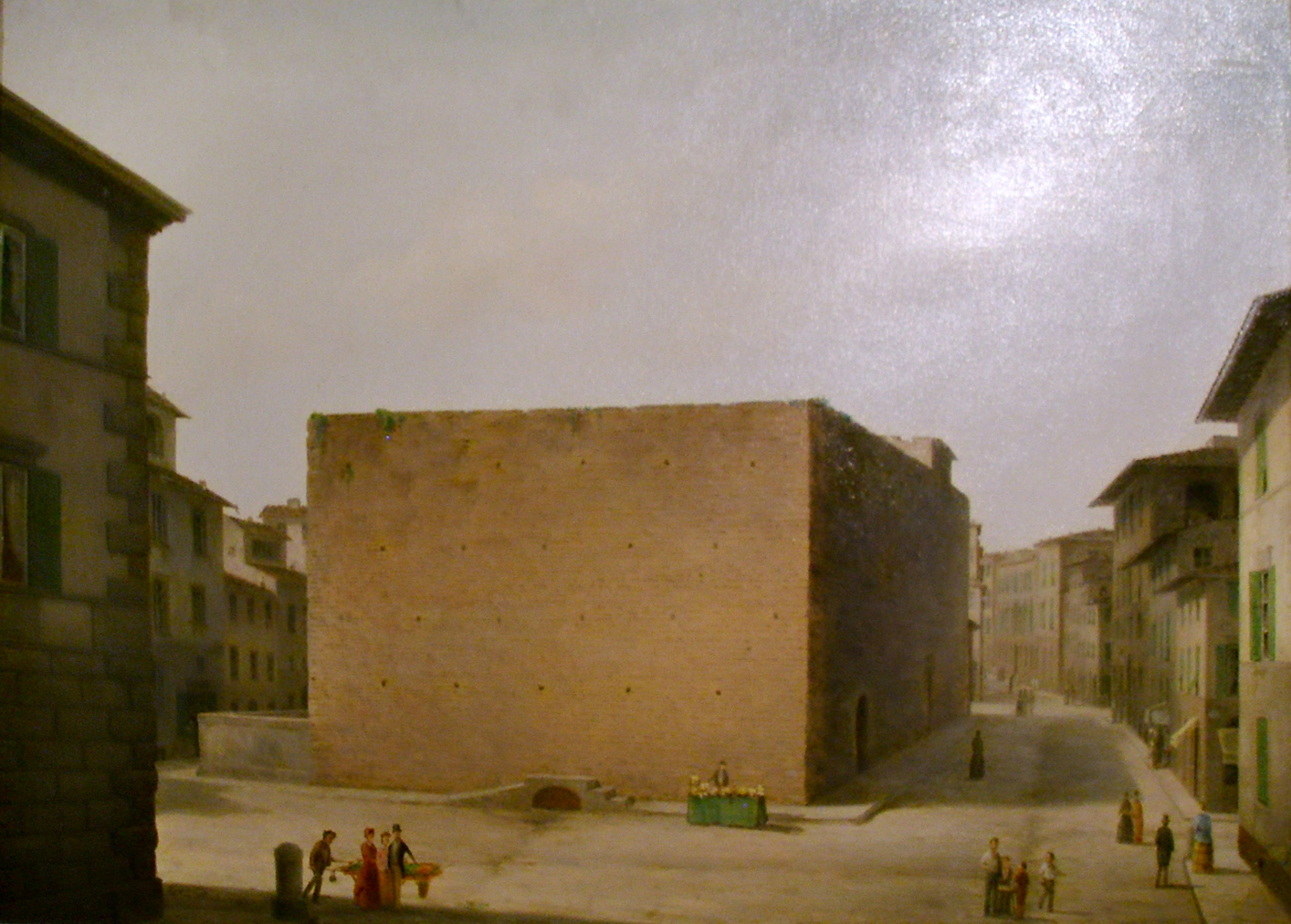
Il Carcere delle Stinche oggi demolito

Nei successivi quattro anni portò avanti con sempre maggiore pedanteria l'attività giudiziaria e così, nel 1564, Francesco I lo nominò cancelliere principale degli Otto di Guardia ossia capo della magistratura criminale fiorentina. Fu però allora che cominciò a farsi prendere dall'ambizione e, in modo da apparire persecutore sempre più solerte per ottenere ulteriori vantaggi dai Medici, cominciò a gonfiare le responsabilità degli indagati dalla procura fino a manipolare le prove a carico degli imputati nei processi con l'aiuto di avvocati, procuratori e cancellieri compiacenti. I corbolisti appunto.. Divenne allora «celebre discuopritore di vere o supposte congiure, ed insaziabile nel propor confische: il favore della Bianca rese invulnerabile quel ministro sanguinario e crudele». Sanguinario come nel caso Serselli-Santini ovvero l'Omicidio dell'Incognito del 1570 e crudele come nella persecuzione di Orazio Pucci del 1575.
Quanto all'avidità, quella si era già manifestata ai tempi di Cosimo quando Corboli chiese e ottenne dal duca il diritto di nominare un vice che lo aiutasse nel lavoro. Incarico inutile a fini lavorativi ma lucroso a fini personali dato che lo vendeva, di volta in volta, al miglior offerente per una somma che si aggirava tra i 90 e i 100 scudi. Simultaneamente manteneva un posto alla Cancelleria della Farina che gli fruttava 200 scudi d'oro all'anno e il titolo di segretario dei Conservatori delle Leggi che valeva intorno ai 200-220 scudi. Fu anche protagonista di bieche pratiche nepotistiche tanto che dopo un anno dalla sua nomina a cancelliere principale fece in modo che segretario degli Otto divenisse suo figlio Pietro Pagolo che però non aveva un grosso background giuridico visto che proveniva dalla Cancelleria delle Macine, l'ente che vigilava sulla macellazione e la vendita della carne.

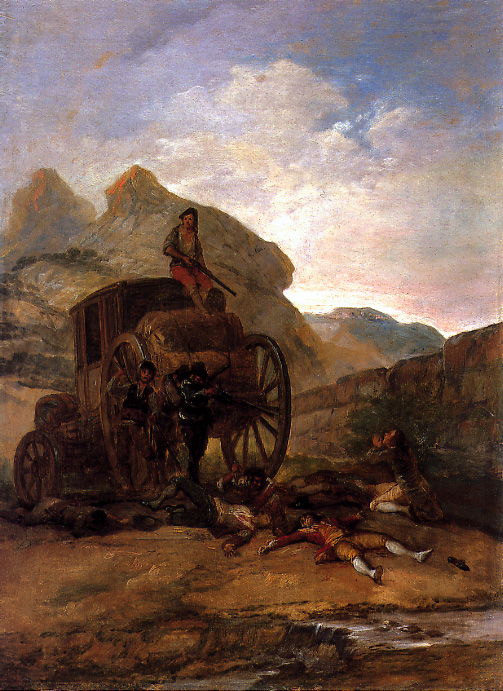
Goya, Assalto di banditi

Ma, evidentemente, Pietro Pagolo aveva gli attributi, o gli agganci, giusti in quanto mantenne il posto di segretario per ben 43 anni e poté poi passare l'ufficio a Bartolo Corboli che rimase in carica fino al 1609. Tutto ciò, almeno agli occhi dei Medici, dovette sembrare onorevole tanto che nel 1565 concessero a Lorenzo Corboli la cittadinanza fiorentina che era oggetto di forti ambizioni da parte di tutti coloro che provenivano dal contado.
Nella primavera del 1571 Lorenzo Corboli organizzò una squadra investigativa speciale di 10 poliziotti e una decina di soldati che piombò a Barga, in Garfagnana, per indagare su un'imboscata in cui era stato ucciso un soldato delle Bande, la milizia granducale, e vari altri erano rimasti feriti. A capo del pool Corboli nominò Cosimo de' Pazzi che in maggio ritornò a Firenze con un rapporto secondo il quale responsabili dell'episodio criminale erano un gruppo di abitanti del luogo coadiuvati da dei banditi di professione. E allora partirono gli editti.
«Gli editti di Francesco del 24 maggio e 4 giugno 1576 non solamente inveirono contro i Banditi; ma anche contro coloro che li avessero accompagnati; ed oltre l'ordine di ammazzar le persone, venne perfino statuito che si desse fuoco alle case. Nei 20 giugno 1581 fu fatta una dichiarazione alla legge del 1555, per attivare la esecuzione delle confische. Una Legge del 30 settembre 1585 eccitò i banditi a uccidersi fra di loro, promettendo grazia agli uccisori; un'altra del 31 marzo 1586 ordinò la punizione di chi non accorreva al suono della campana; e nel 18 agosto Lorenzo Corboli ricompilò, ed arricchì tutte codeste disposizioni, comminando forche, bruciamenti, confische, ed alle donne l'ergastolo e la perdita della dote; e tutto ciò anche per aver dato da bere ai figli, e nepoti, dei banditi e dei ribelli».
Si ritirò dal servizio attivo nel 1587.